# Johann Heinrich Franck

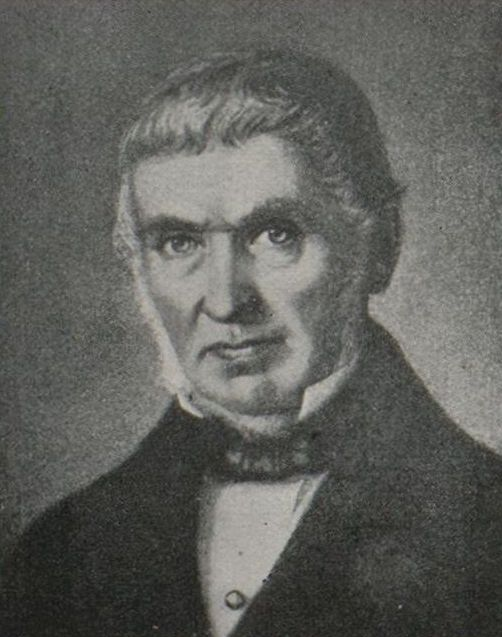
Johann Heinrich Franck

Johann Heinrich Franck (* 2. Februar 1792 in Vaihingen an der Enz; † 11. September 1867 ebenda) war ein deutscher Unternehmer. Er gründete die Zichorienkaffeefabrik, die unter dem Namen Heinrich Franck Söhne GmbH bekannt wurde. 

## Leben
Johann Heinrich Francks Eltern verloren in Kriegsjahren ihr Hab und Gut, weshalb der Sohn eine Ausbildung zum Kaufmann und Zuckerbäcker absolvieren und sich eine neue Existenz aufbauen musste. Als württembergischer Jäger zog er im Jahr 1813 ins Feld. Über Leipzig gelangte er so bis nach Paris und danach für längere Zeit nach Reims, weil sein Regiment den Besatzungstruppen angehörte. In Reims erfuhr er, dass sich normaler Bohnenkaffee mit Zichorien strecken lässt, und gewann Einblick in die französische Kaffeezusatzindustrie. Diese hatte sich während der sogenannten Kontinentalsperre entwickelt, als die Einfuhr englischer Kolonialwaren wie Kaffee und Rohrzucker verboten gewesen war.
Nachdem Franck aus Frankreich zurückgekehrt war, ließ er sich 1822 in Vaihingen an der Enz als Kolonialwarenhändler und Zuckerbäcker nieder und begann nebenbei mit Versuchen zur Herstellung von Zichorienkaffee. Sechs Jahre später begann er mit der fabrikmäßigen Herstellung von Kaffeezusatz. Seine Einkünfte wurden dadurch gesteigert, dass er ein Monopol für den Steinsalzverkauf im Oberamt Vaihingen erhalten hatte.
Zu Beginn arbeiteten in Francks einfach ausgestatteter Fabrik nur drei Taglöhner, die das Rohgut rösten und mahlen mussten, und zehn Packerinnen. Hatte Franck zunächst die Edelzichorie auf seinem ersten Versuchsfeld, dem Bleichacker in Vaihingen, und weiteren eigenen Äckern angebaut, so bezog er sie jetzt von Bauern aus der Umgebung, die aber erst in den Umgang mit der ihnen unbekannten Pflanze eingewiesen werden mussten. Auch galt es, den Transport der Pflanzen und der Ware zu organisieren, womit zunächst private Fuhrleute beauftragt wurden.
Als die Nachfrage nach Francks Produkten stieg, errichtete er ein Dörrhaus und kurz darauf einen Göpelbetrieb für die Rösterei. Nach dem Ankauf der Seemühle in Vaihingen konnte auf Nutzung der Wasserkraft umgestellt werden, 1832 wurde eine Darre in Steinbach bei Esslingen am Neckar errichtet, 1844 folgte eine weitere Darre in Großgartach, die im Jahr darauf zu einer zweiten Fabrik ausgebaut wurde. Weitere Darren in Meimsheim, Bretten und Eppingen wurden eingerichtet, als Francks Söhne in das Geschäft mit eingestiegen waren und auch im Ausland um Kundschaft warben. Franck verfügte noch kurz vor seinem Tod die Verlegung der Fabrik von Vaihingen, wo die mittlerweile 64 Gebäude für den Betrieb nicht mehr ausreichten, nach Ludwigsburg.
Wie sich der Bau der Fabrik dort später auswirkte, beschrieb Adolf Heller 1934 mit den Sätzen: „Hier liegt dem Bahnhof gegenüber die große Fabrik [...] Es ist ein ganzer Stadtteil, so ausgedehnt sind die Gebäude, Höfe und Anlagen. Eine große Kaffeemühle, die bei Nacht in rotem Licht erstrahlt, soll die Reisenden darauf aufmerksam machen. Es ist nicht nötig, denn über dem ganzen Bahnhof, über der Stadt und selbst über weiten Teilen des Bezirks liegt nicht selten ein herber, scharfer Duft [...]“
Teile der ab 1868 errichteten Ludwigsburger Fabrikanlagen sind erhalten geblieben und mittlerweile denkmalgeschützt: In der Franckstraße 5 und der Pflugfelder Straße 31 steht noch ein Teil des Verwaltungs- und Produktionsgebäudes, ferner an der Bahnlinie der östliche Teil eines einst dreischiffigen Magazingebäudes aus dem Jahr 1909, das im Kern auf zwei Lagerhäuser von 1868 zurückgeht. Auch Villen der Nachkommen Johann Heinrich Francks stehen noch in der Pflugfelder Straße 5 und 20 sowie in der Franckstraße 2 und 4 in Ludwigsburg.